# ГЕС-ГАЕС Дісбах
ГЕС-ГАЕС Дісбах (нім. Kraftwerk Dießbach) — гідроелектростанція у Австрії у федеральній землі Зальцбург, розташована в басейні річки Заалах (нім. Saalach, ліва притока Зальцаху, який через Інн належить до басейну Дунаю).
При спорудженні ГЕС на початку 1960-х років струмок Дісбах (нім. Dießbach, ліва притока Заалаху) перекрили кам'яно-накидною греблею заввишки 36 метрів та завдовжки 204 метри, що призвело до утворення водосховища Дісбахштаузеє (нім. Dießbachstausee) з об'ємом 4,9 млн м3. Від греблі до машинного залу в долині Заалаху прокладено дериваційний тунель, який дозволив створити напір у 728 метрів.
На момент завершення у 1968 році станцію обладнали двома турбінами типу Пелтон (англ. Pelton) потужністю по 13 МВт. На початку 21-го століття збільшення попиту на акумуляцію енергії у зв'язку із розвитком відновлюваної енергетики в Австрії привело до модернізації цілого ряду ГЕС із додатковим наданням їм функції гідроакумуляції (наприклад, Коральпе в землі Каринтія або Гінтермур в Зальцбурзі). Те саме вирішили зробити й зі станцією Дісбах. В 2017/2018 роках тут встановлять насосне обладнання потужністю 32 МВт, здатне перекачувати 3,2 м3/сек. Під час роботи ГАЕС використовуватиме новий нижній резервуар об'ємом 41,5 тис. м3. Вартість проєкту становить 30 млн євро.